# الشیخ بدر
الشیخ بدر (به عربی: الشیخ بدر) یک منطقهٔ مسکونی در سوریه است که در استان طرطوس واقع شده‌است.

## خصوصیات
الشیخ بدر ۴۷٬۹۸۲ نفر جمعیت دارد.